# Brooks Smith
Brooks Smith (1912-2000) est un pianiste américain. Il a notamment accompagné le violoniste Jascha Heifetz pendant de longues années.

## Biographie
Brooks Smith est né à McAllen (Texas) le 19 août 1912.
Il commence à apprendre le piano à l'âge de quatre ans, puis étudie au début des années 30 à la Juilliard School, où il a notamment Josef et Rosina Lhévinne pour professeurs.
À partir de 1940, il enseigne à Aspen, dans le Colorado, où il se produit également comme pianiste accompagnateur ; au cours de sa carrière, il travaillera avec de nombreux musiciens ; outre Heifetz déjà cité, il accompagnera notamment Itzhak Perlman, Pinchas Zukerman, Gregor Piatigorsky et Eudice Shapiro (en).
Il commence à travailler avec Jascha Heifetz en 1954, qu'il accompagnera jusqu'à son dernier concert, en octobre 1972.
En 1966, il crée une classe d'accompagnement à l'école de musique Eastman, à Rochester.
À partir de 1972, il enseigne à l'école de musique Thornton (en) de l'université de Californie du Sud. Il se blesse à l'épaule en 1986, ce qui l'empêche d'utiliser sa main droite pour jouer ; il joue alors le répertoire pour la main gauche. Il prend sa retraite en 1988, à l'âge de 75 ans, mais reste proche de ses étudiants.
En 1996, l'école de musique Eastman crée une bourse en son honneur, la Brooks Smith Fellowship.
Résidant à Hacienda Heights, il décède de maladie à Covina (Californie) le 31 octobre 2000. Il est inhumé à McAllen.